# DMJ
DMJ (інша назва — «D.M.J» — в абревіатурі як «Ді-Меркурій-Джей») — радянський і російський реп- і хіп-хоп-гурт, створений в 1989 році. В ньому є два вокальних солісти — Артур «Тур» Ігнатов і Ігор Захаров, також інші — Павло «Мутабор» Галкин, Тимур Мангол і інші.
Гурт є першим радянським в жанрах «реп» і «хіп-хоп».
Після смерті Артура Ігнатова гурт був закритий в 2004 році.

## Історія
Гурт створений в 1989 році в Москві, в СРСР тоді ще в 80-х і 90-х роках відбулася масова культура репу та хіп-хопу.
Він має учасників брейк-данс-колективу «Меркурій» (перший проєкт гурту, 1985—1989)
В 1993 році гурт випустив свій дебютний альбом «Этот мир — мой!» (укр. Цей світ — мій!), в якому є 10 пісень:
|  | 1. Эй, девочка! 2. Мертвая зона 3. Этот мир — мой! 4. Когда я один 5. Не хочу тебя больше знать 6. Я сошел с ума 7. Последнее слово 8. Три буквы — D.M.J. 9. Люблю 10. Чужак |

Альбом випущений лейблом «Gala Records» в 1993 році, в дизайні альбому працював художник і дизайнер всіх альбомів панк-гурту «Сектор газа» Дмитро Самборський, який також на обкладинці намалював абстрактні зображення, на яких зображені солісти гурту, зображення трохи схожі на зображення гурту «Сектор газа».
В гурт входить склад:
- Артур «Тур» Ігнатов († — 2004)
- Ігор Захаров
- Павло «Мутабор» Галкин (пізніше пішов в гурт «Мальчишник»)
- Тимур Мангол (пізніше почав свою окрему кар'єру 2002 року)
- Ілля «Пінчер» Грильов
- Дмитро «Краб» Морозкин
- Олег Смолін
- Костянтин Михайлов
- Роман «Гумовий» Козлов
- Микола «А.К.» Андрєєв
- Ваня Синій

В 2004 році виходить другий альбом «Танец Вселенной» (укр. Танець Вселення), який став останнім, тому що потім гурт закрився після смерті Артура Ігнатова.
Про смерть Ігнатова розповів соліст Дмитро «Пінчер» Морозкин в одному з інтерв'ю:
|  | Артур встретился с нехорошей компанией, те его не поняли, что он солист группы и убили, проломив голову, жаль! (рос.) — розповів Пінчер |

Ігнатов помер від вбивства в 2004 році на тому же місці, де зустрівся з цією компанією.

## Склад
- Артур «Тур» Ігнатов (†1988—2004)
- Ігор Захаров (1986—2004)
- Павло «Мутабор» Галкин (1989—1991)
- Тимур Мангол (1989—1990)
- Ілля «Пінчер» Грильов (1989—1994)
- Дмитро «Краб» Морозкин (1989—2004)
- Олег Смолін (1986—1992)
- Костянтин Михайлов (1986—1986)
- Роман «Гумовий» Козлов (1989—2004)
- Микола «А.К.» Андрєєв (1989—1991)
- Ваня Синій

## Дискографія
Альбоми
- Этот мир — мой! (1993)
- Танец Вселенной (2004)

Пісні
- Я сошел с ума
- Последнее слово
- Когда я один
- Этот мир — мой!
- Ты виноват

Відео
- Последнее слово (кліп 1993 року, офіційний)

## Факти
Два солісти Павло «Мутабор» Галкин і Тимур Мангол пізніше почали свою іншу кар'єру, Галкин пішов в гурт «Мальчишник», де він виступав з солістами Деном і Дельфіном, а Мангол випустив свій дебютний альбом «Пісня», де дві пісні «Вібрація» і «Пісня» написані композитором гурту «Hi-Fi» Павлом Єсеніним, який для них є автором їх музики.
Олег Смолін і сам гурт «Меркурій» знялися в радянському фільмі «Кур'єр» (Мосфільм, 1986), Смолін зіграв роль каратиста Ігоря, а гурт сам себе (камео).